# Templo de Guayaquil
El Templo de Guayaquil, Ecuador es uno de los templos construidos por la Iglesia de Jesucristo de los Santos de los Últimos Días, el número 58 construido y el primero de Ecuador, ubicado en la ciudad de Guayaquil.
Como todos los templos de la Iglesia de Jesucristo de los Santos de los Últimos Días, el Templo  de Guayaquil fue construido con el fin de realizar ordenanzas y ceremonias sagradas, como la constante exposición de la creencia en la vida eterna y para la salvación individual y la exaltación familiar, según sus miembros. Su uso está reservado a los miembros bautizados que son dignos, basado en una recomendación emitida por las autoridades locales de un correcto comportamiento.

## Historia
La doctrina de la Iglesia de Jesucristo de los Santos de los Últimos Días relacionada con los templos tiene su origen en 1832, dos años después de la organización de la iglesia, cuando su fundador Joseph Smith enseñara lo que los Santos de los Últimos Días consideran como una revelación divina, en la que se le refiriera el deseo de la construcción de templos. En 1836 Smith y los miembros de la iglesia completaron el templo de Kirtland, el primer templo de la iglesia, en la ciudad de Kirtland, Ohio.
La primera congregación de la Iglesia de Jesucristo de los Santos de los Últimos Días en Ecuador fue organizada en 1965. Para 1992 este movimiento contaba con unos 90,000 miembros en Ecuador, principalmente en Quito, Guayaquil y Otavalo. Para los miembros del movimiento SUD, los centros y en las ordenanzas y ceremonias allí realizadas como la constante exposición de la creencia en la visión de Smith, son uno de los momentos más memorables.
El 3 de abril de 2016 Thomas S. Monson, Presidente de la Iglesia de Jesucristo de los Santos de los Últimos Días, anunció la construcción de un segundo centro en Ecuador en la ciudad de Quito.

## Anuncio
En marzo de 1982, Gordon B. Hinckley, en aquel entonces miembro de la Primera Presidencia de La Iglesia de Jesucristo de los Santos de los Últimos Días anunció públicamente los planes de construir un Templo en Ecuador. Transcurridos 14 años del anuncio público, su representante Richard G. Scott, presidió la ceremonia de la primera palada y la dedicación del terreno del centro de Ecuador. Solo líderes locales y contados invitados adicionales asistieron a la ceremonia de la primera palada, aunque unas 10,500 se congregaron en el Coliseo Voltaire Paladines Polo para escuchar la ceremonia por radio. La ceremonia de la primera palada ocurrió durante la celebración de la independencia de Ecuador por lo que no contó con la tradicional presencia de líderes locales y gubernamentales. 
Es uno de los templos SUD que más tiempo duró para iniciar su construcción. El templo de Salt Lake City es el que más demoró en su construcción, cuarenta y cinco años por razones políticas, la guerra de Utah y de tecnología. El Templo de Los Ángeles (California) demoró 19 años en su construcción por retrasos debido a la Segunda Guerra Mundial y deliberaciones municipales. En tercer lugar la demora del templo de Bogotá que por quince años enfrentó discrepancias de zonificación y permisología municipal seguido por el templo de Manti que dilató 12 años principalmente por retardos tecnológicos. El templo de Kiev también demoró 12 años por retrasos en los trámites de permisología y codificación. Diez años duraron la construcción del templo de Roma y el templo de Fortaleza por trámites municipales que conllevaron a rediseñar sus arquitecturas.

## Construcción
En 1991, nueve años luego del anuncio del templo, Hinckley viajó a Guayaquil para presidir una conferencia regional y conseguir un terreno adecuado para el nuevo edificio religioso. Hinckley consideró un terreno sobre una colina aconsejada por las autoridades generales de la iglesia en Ecuador. Hinkcley rechazó el terreno en vista del gran ruido causado por camiones que subían a baja velocidad. En total, Hinckley observó cinco terrenos. Hinckley aprobó el lugar actual del templo al norte de la ciudad por su ubicación y sentido de silente dignidad sobre la ciudad. Para 1994 la iglesia aún esperaba permisología de la municipalidad para la construcción del edificio. En 1996 se completaron las aprobaciones iniciándose la construcción, 14 años luego del anuncio oficial por parte de la iglesia. 
La construcción, hecha a base de granito brasileño del tipo Asa Branca, costó 14.456.000 dólares. La arquitectura del centro de Guayaquil fue construida de granito brasileño con una adaptación moderna de un diseño clásico de un pináculo, sobre el cual está situado una estatua del profeta Moroni. El edificio tiene un total de 6,500 metros cuadrados de construcción, contando con cuatro salones para las ordenanzas SUD y tres salones de sellamientos matrimoniales.
Aunque los países limítrofes con Ecuador tienen su propio Templo, al de Guayaquil asisten no solo miembros residentes en el país sino también miembros de otras nacionalidades. Antes de la construcción del centro en Guayaquil, los miembros de la Iglesia de Jesucristo de los Santos de los Últimos días en Ecuador que deseaban ir a un templo viajaban al templo de Lima (Perú).

## Dedicación
El Templo de la ciudad de Guayaquil fue dedicado para sus actividades el 31 de julio de 1999, por Gordon B. Hinckley. El templo duró 17 años desde su anuncio hasta su dedicación, el tercer templo que más duró en su construcción. Con anterioridad a su dedicación , del 23 de junio al 5 de julio de ese mismo año, el movimiento permitió un recorrido público de las instalaciones y del interior del centro al que asistieron unas 108.000 personas. Unos 6.000 miembros del movimiento e invitados asistieron a la ceremonia de dedicación, que incluye una oración dedicatoria.

## Reapertura COVID-19
El Templo de Guayaquil comenzó su fase inicial de reapertura posterior a los cierres causados por las restricciones durante la pandemia de COVID-19 junto con otros templos en 2020. Se le permitió a los recién reabiertos templos solo realizar ceremonias matrimoniales por personas vivas sin permitir otras ceremonias eclesiásticas. Autorización para reiniciar el bautismo por los muertos y otras obras vicarias llegó en marzo de 2021 entre otros 14 templos, sendo el primer grupo de templos en reanudar el tradicional bautismo por los muertos.